# Санту-Амару (Сан-Томе і Принсіпі)
Санту-Амару (порт. Santo Amaro) — поселення у Сан-Томе і Принсіпі в окрузі Лобата, на півночі острова Сан-Томе. Населення становить 563 чол. за оцінкою 2008 р. Селище пов'язане із автошляхом-2, який з'єднує столицю країни з містом Невіш.
Поблизу селища розташовані населені пункти: Ларанжейрас (порт. Laranjeiras), Десежада (порт. Desejada), Агуа Касада (порт. Aguã Casada), Бела Віста (порт. Bela Vista) та Нова Сінтра (порт. Nova Cintra).